# 澤地サミュエル・ジュニア
澤地 サミュエル・ジュニア（さわじサミュエル・ジュニア、1990年〈平成2年〉1月5日 - ）は、日本のバスケットボール選手。神奈川県出身。ポジションはパワーフォワード。

## 来歴
在日アメリカ海軍・横須賀海軍施設内で、アメリカ人の父と日本人の母の間に生まれる。3歳でミニバスケットボールを始め、基地内のアメリカンスクールではアメリカンフットボールや陸上にも挑戦した。
横須賀キニック高校、ゴードン大学でもバスケットボールを続け、帰国後にbjリーグのトライアウトを受験。ドラフト2巡目で秋田ノーザンハピネッツに指名され、入団した。それまでのポジションはガードだったが、上背は無いものの屈強な体格を見込まれパワーフォワードに転向した。2013年4月7日の大阪エヴェッサ戦では、アンソニー・ケント、マーシャル・ブラウン、佐野吉宗といったフォワード・センター陣がケガで欠場する中、彼らの代役として13分間出場し、シーズン最多となる6得点、3リバウンドを決めた。しかし、レギュラーシーズンを通じて出場試合9、出場時間31分と出場機会は限られたものであった。
2013-14シーズン、大阪エヴェッサに移籍。2013年10月のシーズン開幕から12月末までに、22試合に出場し通算出場時間229分を記録、11月17日の京都ハンナリーズ戦では、敗れたものの一時逆転に繋がる連続得点を決めるなど、通算82得点を挙げた。しかし、シーズン中の1月20日付けで契約を解除になった。
2014年2月19日、東京サンレーヴスと契約した。5月には、チームメイトの佐藤マクファーレン優樹と共に、ストリートボールのSOMECITYに出場した。2013-14シーズン終了後の2014年5月に東京を退団した。
2014年6月、群馬クレインサンダーズと契約、2014-15シーズンは42試合に出場したが、シーズン終了後に群馬を退団した。
2015年6月、富山グラウジーズと契約、2015-16シーズンは36試合に出場したが、シーズン終了後に富山を退団した。
2016年7月、B2東地区 岩手ビッグブルズと契約、2016-17シーズンは50試合に出場したが、シーズン終了後の2017年6月に岩手を退団した。
2017年7月、B1西地区 滋賀レイクスターズと契約、2017-18シーズンは20試合に出場したが、シーズン終了後の2018年5月に滋賀を退団した
2018年8月、B3 埼玉ブロンコスと契約、2018-19シーズンは55試合に出場したが、シーズン終了後の2019年5月に埼玉を退団した
2019年8月、B1中地区　横浜ビー・コルセアーズに通訳兼練習生として入団した。
2019年11月8日には、東京サンレーヴスで選手として復帰するために退団した。
横浜エクセレンスに所属していた2022-23シーズンをもって現役を引退した。
2024-25シーズンより、横浜ビー・コルセアーズに通訳として復帰した。また、2025年4月9日に3x3（IKEBUKURO DROPS）の選手として現役復帰し、二足の草鞋を履くことを発表した。

## 個人成績
| シーズン | チーム | GP | GS | MPG  | FG%  | 3P%  | FT%  | RPG | APG | SPG | BPG | TO  | PPG |
| -------- | ------ | -- | -- | ---- | ---- | ---- | ---- | --- | --- | --- | --- | --- | --- |
| 2012-13  | 秋田   | 9  | 1  | 3    | .778 | -    | .500 | 0.9 | 0.2 | 0.1 | 0   | 0.4 | 1.8 |
| 2013-14  | 大阪   | 22 | 1  | 10.4 | .529 | -    | .400 | 1.6 | 0.2 | 0.5 | 0   | 0.4 | 3.7 |
| 2013-14  | 東京   | 16 | 9  | 12.6 | .400 | .000 | .286 | 3.1 | 0.6 | 0.4 | 0   | 0.9 | 3.4 |
| 2014-15  | 群馬   | 42 |    | 6.6  | .592 | .000 | .700 | 1.5 | 0.3 | 0.1 | 0   | 0.5 | 2.2 |
| 2015-16  | 富山   | 31 |    | 4.6  | .377 | .143 | .600 | .8  | .2  | .1  | .0  | .5  | 1.9 |
| 2016-17  | 岩手   | 50 | 2  | 7.6  | .465 |      | .621 | 1.6 | .3  | .1  | .0  | .6  | 2.2 |
| 2017-18  | 滋賀   | 20 |    | 3.9  | .421 | .000 | .500 | .5  | .1  | .1  | .0  | .2  | 0.8 |
| 2018-19  | 埼玉   | 55 | 16 | 14.5 | .460 | .341 | .726 | 2.8 | .7  | .4  |     |     | 5.5 |